# 19. Flak-Brigade
Die 19. Flak-Brigade war ein Kampfverband in Brigadestärke der Luftwaffe im Zweiten Weltkrieg. Die Aufstellung des Brigadestabes erfolgte im Frühjahr 1943.

## Einsatzgeschichte
Zunächst noch unter dem Namen Flak-Brigade XIX für den Einsatz in den Niederlanden aufgestellt, übernahm der Brigadestab die operative Führung aller im Feld-Luftgaukommando Holland stationierten Flakregimenter. Der Gefechtsstand befand sich dabei in Amsterdam. Ihm unterstellt waren das Flak-Regiment 8 in Rotterdam sowie das Flak-Regiment 111 in Amsterdam. Nach der Alliierten Invasion in der Normandie wurden die unterstellten Regimenter der Brigade verstärkt. So unterstanden mit Stichtag zum 20. September 1944
- Flak-Regiment 8 (22 mittlere und leichte Batterien)
- Flak-Regiment 87 (32 mittlere und leichte Batterien) sowie das
- Flak-Regiment 111 (27 mittlere und leichte Batterien).

Durch die turbulenten Ereignisse und den Rückzug der Wehrmacht aus Frankreich unterlagen die unterstellten Regimenter einer ständigen Fluktuation, so dass am 1. Dezember 1944 das
- Flak-Regiment 15
- Flak-Regiment 59
- Flak-Regiment 117 und das
- Flak-Regiment 182

unterstanden. Der Gefechtsstand musste zu dieser Zeit mehrmals gewechselt werden. Er befand sich Anfang Oktober 1944 in Amersfoort später in Rheinbach und Waxweiler, bis er Anfang Februar 1945 in Malbergweich, im März 1945 in Zorn und letztlich in Frankfurt am Main strandete. Hier unterstand der Brigadestab der 9. Flak-Division. Bis zum 27. April 1945 geriet der Brigadestab vermutlich in amerikanische Kriegsgefangenschaft, da er in einer Lageübersicht vom 27. April 1945 nicht mehr verzeichnet war.
Das Flak-Regiment 15 sowie das Flak-Regiment 59 wurden Anfang April 1945 von den vordringenden amerikanischen Truppen im Großraum um Frankfurt überrollt und zerschlagen. Das Flak-Regiment 117 schied bis April aus der 19. Flak-Brigade aus und wurde in den ersten Maitagen 1945 ebenfalls zerschlagen. Das Flak-Regiment 182 nahm im Januar 1945 an der Ardennenschlacht teil, schied dann jedoch aus der Brigade aus und wurde an die Ostfront verlegt. Bei Kriegsende lag es in Ludwigslust, wo sich die restlichen Einheiten den amerikanischen Truppen ergaben.

## Kommandeure
| Dienstgrad   | Name               | Datum                                |
| ------------ | ------------------ | ------------------------------------ |
| Generalmajor | Hugo Schörgi       | Frühjahr 1943 bis 2. August 1944     |
| Oberst       | Werner Huck        | 3. August 1944 bis 22. November 1944 |
| Oberst       | Ernst Schluchtmann | 23. November 1944 bis Januar 1945    |
| Oberst       | Paul Moeschke      | Februar 1945 bis Zerschlagung        |